# تور دوچرخه‌سواری باسک
تور دوچرخه‌سواری باسک (اسپانیایی: Vuelta Ciclista al País Vasco‎) یک تور دوچرخه‌سواری در اسپانیا است.
این تور که در سرزمین باسک برگزار میشود از سال ۱۹۲۴ تاکنون سالانه در پنج روز انجام میشود.